# Bolozon
Bolozon – miejscowość i gmina we Francji, w regionie Owernia-Rodan-Alpy, w departamencie Ain.

## Demografia
Według danych na styczeń 2012 r. gminę zamieszkiwało 95 osób, a gęstość zaludnienia wynosiła 19,3 osób/km².

Populacja Bolozon w latach 1962–2008